# George Norman Clark
George Norman Clark (ur. 27 lutego 1890, zm. 6 lutego 1979) – historyk brytyjski. 
Profesor historii gospodarczej w Oksfordzie. Napisał ogólne wprowadzenie do drugiej edycji Cambridge Modern History (1957). Był redaktorem "English Historical Review". 

## Wybrane publikacje
- Holland and the war, Oxford: The Clarendon Press 1941
- Belgium and the war, London: Oxford University Press 1942.
- The later Stuarts 1660-1714, Oxford: The Clarendon Press 1947.

## Publikacje w języku polskim
- "Późniejsi Stuarci 1660-1714": Myśl i literatura, przeł. Jerzy Z. Kędzierski [w:] Współcześni historycy brytyjscy. Wybór z pism, oprac. i przedmową zaopatrzył Jerzy Z. Kędzierski, słowo wstępne G. P. Gooch, Londyn: B. Świderski 1963, s. 103-126.